# کمبل فورسیث
کمبل فورسیث (انگلیسی: Campbell Forsyth؛ ‏ ‎/ˈkæmbəl/‎ ؛ ‏ ۵ مهٔ ۱۹۳۴ – ۱۵ نوامبر ۲۰۲۰) بازیکن فوتبال اهل بریتانیا بود که در سال ۲۰۲۰ درگذشت.
از باشگاه‌هایی که در آن بازی کرده‌است می‌توان به باشگاه فوتبال سنت میرن، باشگاه فوتبال کیلمارنوک، باشگاه فوتبال ساوت‌همپتون، و باشگاه فوتبال فالکیرک اشاره کرد.
وی همچنین در تیم‌های ملی فوتبال زیر ۲۱ سال اسکاتلند و بزرگسالان اسکاتلند بازی کرده‌است.